# 2013-14년 풋볼 리그 컵
후원 계약 때문에 캐피털 원 컵이라고도 불리는 풋볼 리그 컵 2013-14는 잉글랜드와 웨일스의 92개 축구팀이 참가하는 토너먼트 대회인 풋볼 리그 컵의 54번째 시즌이다. 이전 시즌 우승팀 스완지 시티는 3회전에서 버밍엄 시티에게 패하여 탈락하였다. 풋볼 리그 컵의 우승팀이 리그에서 유럽대항전에 진출하지 못하는 순위를 기록할 경우 유로파리그 2014-15 3차 예선 참가권이 주어진다.

## 4회전
| 2013년 10월 29일 | 레스터 시티 (2)                             | 4-3    | 풀럼 (1)                           | 레스터, 킹 파워 스타디움 |  |  |
| 19:45 GMT        | 모건 40′ · 우드 45′ · 미켈 51′ · 다이어 89′ | 리포트 | 로다예가 18′, 52′ · 카라구니스 87′ | 심판: 키스 스트라우드    |  |  |
|                  |                                             |        |                                    |                          |  |  |

| 2013년 10월 29일 | 아스널 (1) | 0-2 | 첼시 (1)                      | 런던, 에미레이트 스타디움 |  |  |
| 19:45 GMT        |            |     | 아스필리쿠에타 26′ · 마타 66′ | 심판: 필 다우드           |  |  |
|                  |            |     |                               |                           |  |  |

| 2013년 10월 30일 | 토트넘 홋스퍼 (1) | 2-2 (연) (8-7 승부차기) | 헐 시티 (1) | 런던 토트넘, 화이트 하트 레인 |  |  |
| 19:45 GMT        |                   |                         |             | 심판: 조너선 모스             |  |  |
|                  |                   |                         |             |                               |  |  |

| 2013년 10월 30일 | 뉴캐슬 유나이티드 (1) | 0-2 (연) | 맨체스터 시티 (1)        | 뉴캐슬어폰타인, 세인트 제임스 파크 |  |  |
| 19:45 GMT        |                       |          | 네그레도 98′ · 제코 105′ | 심판: 닐 스와브릭                  |  |  |
|                  |                       |          |                          |                                    |  |  |

| 2013년 11월 6일 | 선덜랜드 (1)            | 2-1 | 사우샘프턴 (1) | 선덜랜드, 스타디움 오브 라이트 |  |  |
| 19:45 GMT       | 바슬리 57′ · 라르손 85′ |     | 마야 87′       |                                |  |  |
|                 |                         |     |                |                                |  |  |

## 5라운드
5라운드 대진 추춤은 2013년 10월 30일에 열렸다. 챔피언십에서 뛰고 있는 레스터 시티를 제외한 모든 팀이 프리미어리그에서 뛰고 있다.
| 2013년 12월 17일 | 레스터 시티 (2)   | 1-3    | 맨체스터 시티 (1)                | 레스터, 킹 파워 스타디움          |  |  |
| 19:45 GMT        | 로이드 다이어 77′ | Report | 콜라로프 8′ · 에딘 제코 41′, 53′ | 관중 수: 31,319 심판: 로저 이스트 |  |  |
|                  |                   |        |                                  |                                   |  |  |

| 2013년 12월 17일 | 선덜랜드 (1)                    | (연) 2-1 | 첼시 (1)               | 선덜랜드, 스타디움 오브 라이트      |  |  |
| 19:45 GMT        | 파비오 보리니 88′ · 기성용 119′ | Report   | 리 캐터몰 46′ (자책골) | 관중 수: 20,731 심판: 앤소니 테일러 |  |  |
|                  |                                 |          |                        |                                     |  |  |

| 2013년 12월 18일 | 스토크 시티 (1) | 0-2    | 맨체스터 유나이티드 (1)             | 스토크온트렌트, 브리타니아 스타디움   |  |  |
| 19:45 GMT        |                 | Report | 애슐리 영 62′ · 패트리스 에브라 78′ | 관중 수: 25,928 심판: 마크 크래튼버그 |  |  |
|                  |                 |        |                                     |                                       |  |  |

| 2013년 12월 18일 | 토트넘 홋스퍼 (1) | 1-2    | 웨스트 햄 유나이티드 (1)            | 토트넘, 화이트 하트 레인          |  |  |
| 19:45 GMT        | 아데바요르 67′    | Report | 매트 자비스 80′ · 모디보 마이가 85′ | 관중 수: 34,080 심판: 닐 스와브릭 |  |  |
|                  |                   |        |                                     |                                   |  |  |

## 준결승

### 1차전
| 2014년 1월 7일 | 선덜랜드 (1)                                               | 2-1    | 맨체스터 유나이티드 (1) | 선덜랜드, 스타디움 오브 라이트      |  |  |
| 19:45 GMT      | 라이언 긱스 45+2′ (자책골) · 파비오 보리니 65′ (패널티 킥) | 리포트 | 네마냐 비디치 52′       | 관중 수: 31,547 심판: 앙드레 마리너 |  |  |
|                |                                                            |        |                         |                                     |  |  |

| 2014년 1월 8일 | 맨체스터 시티 (1)                                                  | 6-0 | 웨스트 햄 유나이티드 (1) | 맨체스터, 에티하드 스타디움       |  |  |
| 19:45 GMT      | 알바로 네그레도 12′, 26′, 49′ · 야야 투레 41′ · 에딘 제코 61′, 89′ |     |                          | 관중 수: 38,000 심판: 조나단 모스 |  |  |
|                |                                                                    |     |                          |                                   |  |  |

### 2차전
| 2014년 1월 21일 | 웨스트 햄 유나이티드 (1) | 0-3 (합계 0-9) | 맨체스터 시티 (1)                               | 웨스트 햄 유나이티드, 불린 그라운드 |  |  |
| 19:45 GMT       |                          |                | 알바로 네그레도 3′, 59′ · 세르히오 아구에로 24′ | 관중 수: 14,390 심판: 크리스 포이   |  |  |
|                 |                          |                |                                                 |                                     |  |  |

| 2014년 1월 22일                                              | 맨체스터 유나이티드 (1)                    | 2-1 (합계 3-3) (1-2 승부차기)                                          | 선덜랜드 (1)     | 맨체스터, 올드 트래퍼드 |  |  |
| 19:45 GMT                                                    | 조니 에반스 37′ · 하비에르 에르난데스 120′ |                                                                        | 필립 바슬리 119′ | 심판: Lee Mason         |  |  |
|                                                              |                                            | 승부차기                                                               |                  |                         |  |  |
| 대니 웰벡 · 대런 플레처 · 아드난 야누자이 · 필 존스 · 하파엘 |                                            | 크라이그 가드너 · 스티븐 플레처 · 마르코스 알론소 · 기성용 · 애덤 존슨 |                  |                         |  |  |
|                                                              |                                            |                                                                        |                  |                         |  |  |

## 결승
| 맨체스터 시티 (1)                  | 3-1 | 선덜랜드 (1) |
| ---------------------------------- | --- | ------------ |
| 투레 55′ · 나스리 56′ · 나바스 90′ |     | 보리니 10′   |

## 득점 순위
| 순위 | 선수                | 팀                    | 골 |
| ---- | ------------------- | --------------------- | -- |
| 1    | 에딘 제코           | 맨체스터 시티         | 6  |
| 1    | 알바로 네그레도     | 맨체스터 시티         | 6  |
| 3    | 리 탐린             | 피터버러 유나이티드   | 5  |
| 4    | 사이도 베라히뇨     | 웨스트브로미치 앨비언 | 4  |
| 4    | 대니 잉스           | 번리                  | 4  |
| 4    | 켄와인 존스         | 스토크 시티           | 4  |
| 4    | 우고 로다예가       | 풀럼                  | 4  |
| 4    | 하비에르 에르난데스 | 맨체스터 유나이티드   | 4  |
| 4    | 크리스 우드         | 레스터 시티           | 4  |
| 10   | 데이비드 아무       | 칼라일 유나이티드     | 3  |
| 10   | 파비오 보리니       | 선덜랜드              | 3  |
| 10   | 매트 더비셔         | 노팅엄 포리스트       | 3  |
| 10   | 로이드 다이어       | 레스터 시티           | 3  |
| 10   | 크리스 마틴         | 더비 카운티           | 3  |